# Eupolemos (Architekt)

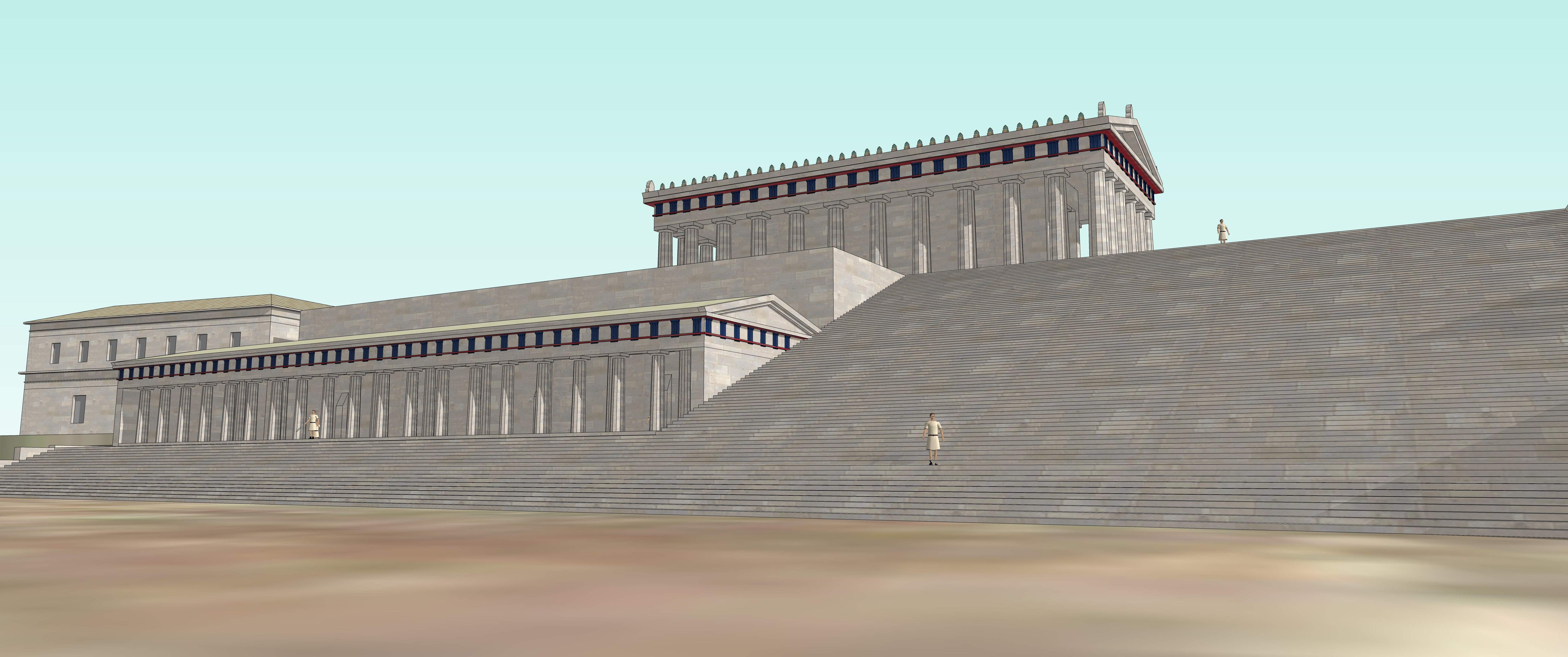
Rekonstruktion des Tempels von Eupolemos im Heraion von Argos

Eupolemos (altgriechisch Εὐπολέμος = kriegsmutig, kriegstüchtig) war ein griechischer Architekt in der zweiten Hälfte des 5. Jahrhunderts v. Chr. Er stammte aus der peloponnesischen Stadt Argos. Das einzige Bauwerk, das ihm zugeschrieben werden kann, ist der zweite, klassische Tempel der Göttin Hera im Heraion von Argos.
Nachdem 423 v. Chr. der alte, archaische Tempel des Heraions von Argos abgebrannt war, beauftragte man Eupolemos mit dem Bau eines neuen Tempels. Um 420 v. Chr. ließ er unterhalb des Vorgängerbaus eine neue Terrasse anlegen, auf der das neue Bauwerk errichtet wurde. Der dorische Peripteros war 36,90 m lang und 17,30 m breit und hatte eine Peristasis von 6 × 12 Säulen. Im Ostgiebel war die Geburt des Zeus und im Westgiebel der Fall von Troja dargestellt. Die Metopen an den Schmalseiten zeigten den Kampf der Giganten und der Amazonen.